# Disperis mildbraedii
Espèce
Statut de conservation UICN

 VU B2ab(iii) : Vulnérable
Disperis mildbraedii Schltr. ex Summerh. est une espèce de plantes à fleurs de la famille des Orchidaceae (les orchidées) et du genre Disperis. C'est une plante herbacée présente au Cameroun, au Nigeria et en Guinée équatoriale (Bioko).

## Étymologie
Son épithète spécifique mildbraedii rend hommage au botaniste allemand Gottfried Wilhelm Johannes Mildbraed, spécialiste de la flore d'Afrique centrale.

## Description
Disperis mildbraedii est une plante terrestre mesurant entre 1,20 m et 3,50 m. Ses fleurs blanches poussent en grappe de 1 à 4 fleurs.

## Habitat et distribution
Disperis mildbraedii pousse dans les forêts du Cameroun.

## Statut
Disperis mildbraedii est une espèce classée en danger, d'abord à cause de sa rareté, elle n'est présente que dans quelques collections dans le monde et ensuite à cause de la destruction de la forêt tropicale.